# 맥랑시대
《맥랑시대》(麥浪時代)는 한국방송공사의 청소년 드라마인데 내용이 평온했지만 너무 동화같아서 실제 고교생들의 문제와 정서에 동떨어졌다는 지적이 있었다.
한편, 방영 시작 후 여러 가지 악재가 겹쳤는데 전양자 (김준호 어머니 역)가 오대양 사건 재수사의 여파 탓인지 6회 이후 출연을 중단했으며 고현정 (강신애 역)이 학업 탓인지 9회를 끝으로 드라마에서 빠졌다.
급기야 초대 연출자 윤흥식 PD가 1991년 11월 전주방송총국으로 인사 이동하면서 17회부터 나상엽 PD로 연출자가 바뀐 데다 초대 집필자 김준일 작가도 개인사정 때문에 빠졌다.
이에 제작진은 전양자 고현정 등의 출연 중단으로 인한 공백을 해소하기 위해 유경아 (허미옥 역)에게 초점을 맞췄지만< 미국 유학 탓인지 18회를 끝으로 출연을 중단했고 이주희 (이주희 역) 김호진 (김영진 역) 등이 20회부터 출연을 개시해 문예부 대신 방송반을 중심으로 꾸며졌으며 허숙 작가가 새 집필자로 투입됐다.
하지만, 허숙 작가도 1992년 3월에 SBS로 이적하는 바람에 참여를 중단하기도 했다.
아울러, 17회부터 연출자가 바뀐 데다 출연자가 물갈이되면서 무대를 문예반에서 방송반으로 바꾸는 한편 뒷날 주연급 학생들과 교사에 신인과 아역 출신 배우들을 대거 등장시켰지만 방영 초기 지방 소도시 학생들의 생활을 풋풋가게 그리겠다는 기획의도를 그려내겠다는 것이 출연자, 연출자, 작가 등이 전격 교체되면서 소도시에 걸맞은 내용이나 설정이 없이 등장인물들의 장난기만을 부각시킨 무전취식과 미팅을 비롯한 신변잡기식의 내용을 내보내는 등 산만한 구성과 허약한 주제의식을 보여줬다는 혹평이 있었다.

## 방송 일정
| 방송 채널 | 방송 기간                        | 방송 시간                       |
| --------- | -------------------------------- | ------------------------------- |
| KBS 1TV   | 1991년 7월 10일 ~ 1992년 4월 1일 | 수요일 저녁 7시 40분 ~ 8시 30분 |
| KBS 2TV   | 1992년 4월 7일 ~ 1992년 11월 3일 | 화요일 저녁 8시 5분 ~ 9시       |

## 출연자

### 교직원
- 양영준: 학교장역
- 이대로: 학교감역
- 고현정: 강신애역(9회 이후 출연 중단)
- 박건식: 교무부장 선생님역
- 이종남: 김 선생님역
- 윤승원: 한승우역(19회부터 출연)
- 김경숙: 체육 선생님역(20회부터 출연)
- 김선애: 영어 선생님역(20회부터 출연)
- 강남길: 맹일남역(20회부터 출연)
- 박은영: 방영은역(36회부터 출연)
- 김정균: 수학 선생님역(59회 단역 출연)

### 상급생
- 유경아: 권미옥역(18회 이후 출연 중단)
- 이재식: 김준호역 ㅡ 전학 온 남자주인공
- 정진우: 성풍열역
- 윤진영: 장만옥역
- 이찬민: 이상범역
- 김정아: 한세영역
- 김동수: 홍영섭역
- 전영하: 우경철역
- 최석호: 이한수역

### 하급생
- 김호진: 김영진역(20회부터 출연)
- 이주희: 이주희역(19회부터 출연)
- 강민경: 문보영역(20회부터 출연)
- 송나영: 조현경역(20회부터 출연)
- 양세윤: 송미애역(20회부터 출연)
- 최호창: 이치열역(20회부터 출연)
- 이만성: 정재호역(20회부터 출연)
- 김성환: 최동현역(20회부터 출연)
- 이혜근: 강행자역(22회부터 출연)
- 정승규: 박항우역(20회부터 출연)
- 김혜영: 한솔역(40회부터 출연)

### 주변 인물
- 이영후: 이 양 자매의 아버지역(20회부터 출연)
- 박정수: 이 양 자매의 어머니역(20회부터 출연)
- 조하나: 주희의 언니 이정원역(20회부터 출연)
- 조정국: 홍 씨역
- 김봉근: 김 씨 남매의 아버지역
- 전양자: 김 씨 남매의 어머니역(6회 이후 출연 중단)
- 이금화: 김준호의 누나역
- 이선용: 서점 주인역
- 김형일: 혁진역
- 홍영자: 송미애의 어머니(한영순)역(61화 제외), 유아 시절 최동현의 어머니역(61화)
- 고상백: 권상옥역
- 강인기: 태수역
- 신구: 김영진의 할아버지역
- 박주아(40화) → 김소원(50화, 57화): 한솔의 할머니(이소라)역
- 김해권: 최동현의 아버지역
- 서영애: 최동현의 어머니역
- 김흥기: 한솔의 아버지역
- 서미애: 한솔의 새어머니역
- 유명순: 이한수의 어머니역(9화), 창수의 어머니역(55화)
- 장영주: 문보영의 어머니역
- 맹호림: 문보영의 아버지역
- 남윤정: 한솔의 친어머니(백영희)역
- 방숙례: 홍영섭의 어머니역
- 박현정: 권미옥의 어머니역(8화 ~ 18화), 가겟집 아줌마역(62화)

### 기타 인물
- 하미혜
- 염준영
- 김찬우
- 박형준
- 김동현
- 이화규
- 이오비: 심재희역
- 윤아: 지혜역
- 고희준: 정진복역
- 이지형: 이진호역
- 김지영: 진희역
- 윤진호: 유병문역
- 신수강: 유병문의 어머니역
- 강영하: 병원 여직원역
- 전원주: 점쟁이 할머니역(16화), 이치열의 어머니역(33화, 38화, 48화, 59화, 63화)
- 강태기: 박명환 작가역
- 황선정: 박명환 작가의 배우자역
- 손호균: 의사역
- 이종길: 레스토랑 종업원역(24화), 버스 승객역(59화)
- 양재원: 지혜의 남자친구역(15화), 유미의 매니저역(46화)
- 김하균: 집배원역
- 이주실: 장학사역
- 김현철: 최봉식역
- 이화영: 최봉식의 누나역
- 이필수: 경비원역
- 최상일: 비디오테이프 대여점 주인역
- 변영훈: 유준하역
- 유복녀: 가정부역
- 이경애: 양돌순역
- 김유철: 훈이역
- 최정: 돌이역
- 문윤선: 귀신역
- 김동완: 조 씨 아저씨역
- 서상익: 이한수의 아버지역(15화), 김 박사역(57화)
- 최연수: 혜자역(28화), 장은정역(58화, 61화)
- 김준모: 버스 승객역
- 송상은: 도서관 남학생역
- 본사 공채 14기 연기자 일동: 사물놀이 공연단역

### 특별 출연
- 문경은 외 연세대학교 농구부원 일동 (37화)[6]
- 김병식 (38화)
- 임성은: 유미역 (46화)[7]

## 에피소드 목록

### 1991년
| 회차 | 방송일    | 부제                    | 다시보기 | 비고 |
| ---- | --------- | ----------------------- | -------- | ---- |
| 1화  | 7월 10일  | 만남                    |          |      |
| 2화  | 7월 17일  | 시작                    |          |      |
| 3화  | 7월 24일  | 방학                    |          |      |
| 4화  | 7월 31일  | 야영                    |          |      |
| 5화  | 8월 7일   | 홍역                    |          |      |
| 6화  | 8월 14일  | 짝사랑                  |          |      |
| 7화  | 8월 21일  | 질투                    |          |      |
| 8화  | 8월 28일  | 화해                    |          |      |
| 9화  | 9월 4일   | 결석                    |          |      |
| 10화 | 9월 11일  | 특공대                  |          |      |
| 11화 | 10월 2일  | 지능 검사               |          |      |
| 12화 | 10월 16일 | 생일                    |          |      |
| 13화 | 10월 23일 | 가을                    |          |      |
| 14화 | 10월 30일 | 백일장                  |          |      |
| 15화 | 11월 6일  | 어디로 갈까             |          |      |
| 16화 | 11월 13일 | 점괘                    |          |      |
| 17화 | 11월 20일 | 공금                    |          |      |
| 18화 | 11월 27일 | 전학일기                |          |      |
| 19화 | 12월 4일  | 아직은 미완성           |          |      |
| 20화 | 12월 11일 | 우리 작은 사랑을 위하여 |          |      |
| 21화 | 12월 25일 | 친구야 내 친구야        |          |      |

### 1992년
| 회차 | 방송일    | 부제                           | 다시보기 | 비고  |
| ---- | --------- | ------------------------------ | -------- | ----- |
| 22화 | 1월 8일   | 새해 계획은 세우셨나요?        |          |       |
| 23화 | 1월 15일  | 형님께 박수를                  |          |       |
| 24화 | 1월 22일  | 오해                           |          |       |
| 25화 | 1월 29일  | 개학 준비                      |          |       |
| 26화 | 2월 12일  | 어떤 졸업                      |          |       |
| 27화 | 2월 19일  | 마음이 못났다구요?             |          |       |
| 28화 | 2월 26일  | 봄의 예감                      |          |       |
| 29화 | 3월 4일   | 새학기 전선 이상있다           |          |       |
| 30화 | 3월 11일  | 바람 앞에서                    |          |       |
| 31화 | 3월 18일  | 고집쟁이                       |          |       |
| 32화 | 3월 25일  | 갖고싶은 마음                  |          |       |
| 33화 | 4월 1일   | 만우절 우화                    |          |       |
| 34화 | 4월 7일   | 환경 미화 대작전               |          |       |
| 35화 | 4월 14일  | 행운을 빌며                    |          |       |
| 36화 | 4월 21일  | 우리들의 영웅                  |          |       |
| 37화 | 4월 28일  | 우리들의 영웅                  |          |       |
| 38화 | 5월 5일   | 치열이의 경험                  |          |       |
| 39화 | 5월 12일  | 스승님의 스승님                |          |       |
| 40화 | 5월 19일  | 사랑의 편지                    |          |       |
| 41화 | 5월 26일  | 시험시대                       |          |       |
| 42화 | 6월 2일   | 달빛 만나기                    |          |       |
| 43화 | 6월 9일   | 우리들의 우정                  |          |       |
| 44화 | 6월 16일  | 뽕식이                         |          |       |
| 45화 | 6월 23일  | 제비꽃은 제비꽃답게            |          |       |
| 46화 | 6월 30일  | 저 별은 나의 별                |          |       |
| 47화 | 7월 7일   | 스트레스 줍니다                |          |       |
| 48화 | 7월 14일  | 꿈틀거리는 청춘                |          |       |
| 49화 | 7월 21일  | 아픈만큼 성숙해지고            |          |       |
| 50화 | 7월 28일  | 숨겨진 눈물                    |          |       |
| 51화 | 8월 4일   | 맹 선생님 구출 작전            |          |       |
| 52화 | 8월 11일  | 한 여름밤의 꿈                 |          |       |
| 53화 | 8월 18일  | 무덥고 긴 여름 방학            |          |       |
| 54화 | 8월 25일  | 책좀 읽읍시다                  |          |       |
| 55화 | 9월 1일   | 환상 속의 그대 → 아빠 사랑해요 |          | [ 9 ] |
| 56화 | 9월 8일   | 손님                           |          |       |
| 57화 | 9월 15일  | 가을에 온 여인                 |          |       |
| 58화 | 9월 22일  | 항우야 항우야                  |          |       |
| 59화 | 9월 29일  | 도둑 공부                      |          |       |
| 60화 | 10월 6일  | 말                             |          |       |
| 61화 | 10월 13일 | 키 큰 사랑나무                 |          |       |
| 62화 | 10월 20일 | 가을 스케치                    |          |       |
| 63화 | 10월 27일 | 요란한 침묵                    |          |       |
| 64화 | 11월 3일  | 새로운 만남을 위해             |          |       |

## 제작진
- 극본 : 김준일, 김경숙 → 허숙 → 이유정
- 연출 : 윤흥식 → 나상엽 프로듀서

## 편성 변경
- 1991년 9월 18일: 7시부터 《남북한 UN 동시가입 경축공연》이 편성됨에 따라 방송일이 1주일 연기되었다[10].
- 1991년 9월 25일: 6시 10분부터 KBO 리그 준플레이오프 3차전 중계방송이 편성됨에 따라 방송일이 1주일 연기되었다.
- 1991년 10월 9일: 6시부터 KBO 리그 한국시리즈 1차전 중계방송이 편성됨에 따라 방송일이 1주일 연기되었다.
- 1991년 12월 18일: 6시 55분부터 TV 30년 기획 연속 생방송 《TV 30년 웃고 사는 인생》이 편성됨에 따라 방송일이 1주일 연기되었다[11].
- 1992년 2월 5일: 7시부터 《역사에의 초대》 - 〈덕수궁 - 왕조의 세월〉이 편성됨에 따라 방송일이 1주일 연기되었다[12].